# يورن نويمايستر
يورن نويمايستر (بالألمانية: Jörn Neumeister)‏ هو لاعب كرة قدم ألماني في مركز قلب الدفاع، ولد في 7 مايو 1987 في مونستر في ألمانيا. لعب مع بوروسيا دورتموند.